# Boussenois
Boussenois is een gemeente in het Franse departement Côte-d'Or (regio Bourgogne-Franche-Comté) en telt 105 inwoners (2009). De plaats maakt deel uit van het arrondissement Dijon.

## Geografie
De oppervlakte van Boussenois bedraagt 12,0 km², de bevolkingsdichtheid is dus 8,8 inwoners per km².
De onderstaande kaart toont de ligging van Boussenois met de belangrijkste infrastructuur en aangrenzende gemeenten.

## Demografie
Onderstaande figuur toont het verloop van het inwonertal (bron: INSEE-tellingen).